# 森田町 (浜松市)
森田町（もりたちょう）は静岡県浜松市中央区の町名。丁番を持たない単独町名である。住居表示未実施。

## 地理
浜松市中央区の中南部、江西地区の北西部に位置する。東で西浅田一丁目、西で東若林町、南で神田町、北で菅原町と接する。

### 学区
小学校・中学校の学区は以下の通りである。
- 浜松市立浅間小学校
- 浜松市立江西中学校

## 歴史

### 町名の由来
江戸時代、敷知郡伊場村に属していた。この辺りの地は東海道八丁畷と呼ばれていた。東海道の北側は湿地が広がっていたが、県藤七郎翁らによって開拓が行われた。開拓地は屯田にちなみ毛利多と呼んだ。1911年の浜松町の市制施行の際には大字伊場に属していたが、1925年の地籍整理の際には森田町が新設された。

### 沿革
- 1889年（明治22年）4月1日 - 町村制の施行により、敷知郡浅田村・伊場村が周辺の村と合併し、敷知郡浅場村となる。旧村名は浅場村の大字として残る[WEB 8]。
- 1896年（明治29年）4月1日 - 郡制の施行により、浅場村の所属郡が浜名郡に変更となる。
- 1908年（明治41年）10月1日 – 浅場村大字浅田・大字伊場などが浜松町に編入される[WEB 8]。
- 1911年（明治44年）7月1日 – 浜松町が市制施行し、浜松市となる。
- 1925年（大正14年）5月1日 - 地籍整理により、大字伊場及び大字浅田の各一部を合わせて森田町を新設[書籍 3]。
- 1971年（昭和46年）6月1日 - 住居表示の実施に伴い、浅田町、森田町、神田町の各一部を合わせて、西浅田一丁目が新設される。
- 2007年（平成19年）4月1日 - 浜松市が政令指定都市となる。森田町は中区の一部となる。
- 2024年（令和6年）1月1日 - 浜松市の行政区再編により、森田町は中央区の一部となる。

## 施設
- 浜松市消防局南消防署
- JR貨物西浜松駅
- 浜松装器工業 本社
- 天方産業 天方会館（IT営業本部）
- 鈴三商事 本社
- ENEOS Dr.Drive浜松西SS（ENEOSウイングが運営）
- apollostationセルフ森田SS（英和エネルギーが運営）

## 交通

### バス
- 遠鉄バス12浜名線：（浜松駅 方面 - ）森田（ - 馬郡車庫 方面）

### 道路
- 国道257号（東海道）

## その他

### 警察
警察の管轄区域は以下の通りである。
| 番・番地等 | 警察署         | 交番・駐在所 |
| ---------- | -------------- | ------------ |
| 全域       | 浜松中央警察署 | 南部交番     |

### 消防
消防の管轄区域は以下の通りである。
| 番・番地等 | 消防署   | 本署/出張所 |
| ---------- | -------- | ----------- |
| 全域       | 南消防署 | 本署        |

### 書籍
1. ↑  『浜松市史 三』浜松市役所、1980年3月26日、354,356頁。
2. ↑  『わがまち文化誌 汽笛・ステンショ・まちこうば』浜松市南部公民館活動推進委員会、1991年3月31日、46頁。
3. ↑  『浜松市史 三』浜松市役所、1980年3月26日、354,356頁。

### WEB
1. ↑  “h02_22.csv”.   総務省 (2022年2月10日). 2024年6月24日閲覧。
2. ↑  “chuouku_menseki.xlsx”.   浜松市 (2024年3月12日). 2024年6月24日閲覧。
3. ↑  “静岡県 浜松市中央区 森田町の郵便番号 - 日本郵便”.   日本郵便. 2025年2月15日閲覧。
4. ↑  “市外局番の一覧”.   総務省 (2022年3月1日). 2024年6月24日閲覧。
5. ↑  “事業所案内及び管轄地域（事務所3件、分室3件）”.   一般社団法人静岡県自動車会議所. 2024年6月24日閲覧。
6. ↑  “住居表示実施状況”.   浜松市 (2024年1月4日). 2024年6月24日閲覧。
7. ↑  “学校名から探す／浜松市”.   浜松市 (2024年1月1日). 2024年6月24日閲覧。
8. 1 2  “historyofcities.pdf”.   静岡県総務部合併推進室・財団法人静岡県市町村振興協会. 2024年9月19日閲覧。
9. ↑  “南部交番｜静岡県警察”.   静岡県警察 (2024年1月1日). 2024年6月24日閲覧。
10. ↑  “消防署の町別管轄「も」／浜松市”.   浜松市 (2023年4月3日). 2024年6月24日閲覧。